# 安庆城墙
安庆城墙，位于中国安徽省安庆市，始建于南宋，1950年代拆除。安庆城墙现残存两段，一段位于玉虹街，长约230米，另一段位于德宽路东南（安徽省第二监狱围墙处），长约45米。
安庆城墙内总面积3.65平方公里。

## 历史
南宋嘉定十年（1217年），黄干筑安庆城。景定元年（1260年），马光祖复筑城墙。此时安庆城设城门5座，东为枞阳门；东南为康济门；南为盛唐门；西为正观门；北为集贤门。
明代，安庆城墙曾多次修补。1853年，太平天国攻入安庆，修筑子城。同治元年（1862），曾国藩从集贤门向南直抵正观门外江岸增筑一道月城，新开金保门、玉虹门二城门，并拆除太平天国时期的子城。1894年，巡抚聂缉槻在金保门之南增开连同安门。

## 图集

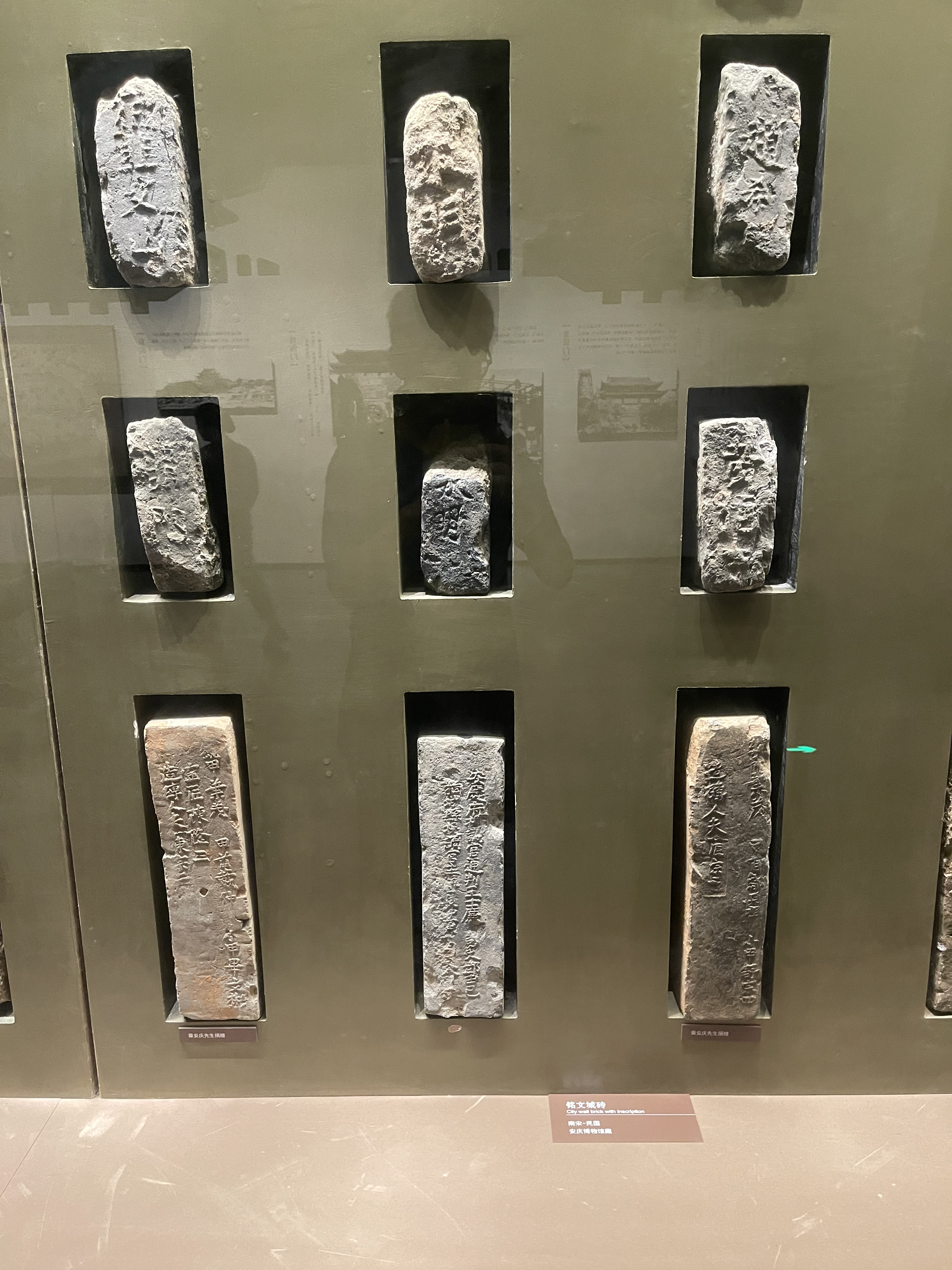
安庆城墙砖